# مرکز پزشکی آکادمیک آمستردام
مرکز پزشکی آکادمیک آمستردام (به هلندی: Academisch Medisch Centrum) یک بیمارستان در هلند است که در Amsterdam واقع شده‌است.